# Pasticceria Fratelli Nurzia
La pasticceria Fratelli Nurzia è un locale storico dell'Aquila, situato in piazza del Duomo.

## Storia
(Susanna Tamaro, Va' dove ti porta il cuore)
Fu fondata da Francesco Saverio Nurzia nel 1835 con il nome di Antica pasticceria e fabbrica di liquori Saverio Nurzia & figli. Negli anni seguenti, la ditta iniziò la commercializzazione in Abruzzo di prodotti pregiati d'importazione — quali ad esempio il cacao svizzero e lo champagne francese — che giungevano all'Aquila mediante la nuova ferrovia. La pasticceria si impose come la più importante dell'intera provincia, cosicché i Nurzia si dotarono di un secondo negozio in città oltre che di un moderno laboratorio.

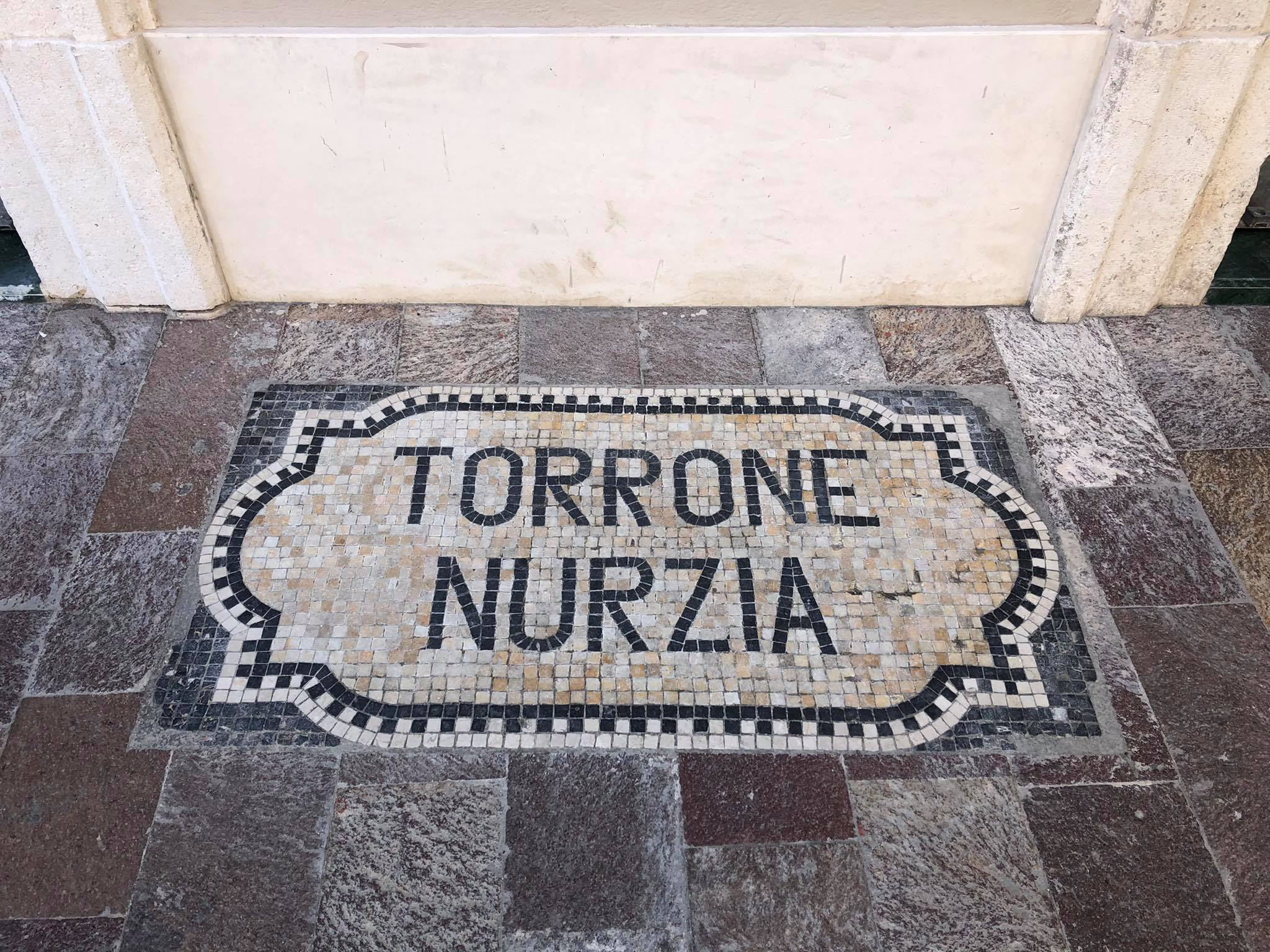
La targa posta sul selciato in corrispondenza dell'ingresso.

Alla fine del XIX secolo la gestione passò ad Ulisse Nurzia e fratelli ed il caffè acquisì la denominazione di Fratelli Nurzia; Ulisse, forte della sua esperienza in Italia settentrionale e all'estero, pose notevole cura nel confezionamento e nella pubblicità ma a lui si deve, soprattutto, l'invenzione del torrone tenero al cioccolato aquilano, anche noto come «torrone Nurzia», che divenne ben presto il prodotto di punta della ditta.
Negli anni Dieci il caffè venne restaurato e impreziosito con affreschi di Carlo Patrignani, allievo di Teofilo Patini;  non subì gravi danni dal terremoto della Marsica del 1915 anche se, per un breve periodo di tempo, per motivi di sicurezza, l'attività fu trasferita all'esterno, in una baracca di legno.
Nel 1940 Ulisse lasciò il negozio e il laboratorio ai nipoti Ulisse (II) e Giovanni, figli del primogenito Tito, mentre la ricetta e il marchio Nurzia passò alle figlie Ada e Ines. I due rami familiari proseguirono quindi indipendentemente la produzione dolciaria sotto i rispettivi marchi di Fratelli Nurzia e Sorelle Nurzia, in concorrenza fra loro.
In seguito al terremoto dell'Aquila del 2009, il negozio è stato chiuso in via precauzionale per alcuni mesi, venendo riaperto già nel dicembre dello stesso anno, immediatamente dopo la messa in sicurezza del palazzo. Con l'avvio dei lavori di ristrutturazione dell'edificio, nel 2016, l'attività è stata temporaneamente trasferita in Corso Federico II; nel 2020, l'esercizio commerciale è stato definitivamente riaperto al pubblico nella sua sede storica.
Il caffè — ancora oggi gestito dalla famiglia Nurzia, e precisamente dal ramo dei Fratelli Nurzia — ha ospitato negli anni personaggi illustri, tra cui i presidenti del Consiglio Silvio Berlusconi e Mario Monti. È inoltre citato in numerose pubblicazioni; tra queste si ricorda il celebre romanzo Va' dove ti porta il cuore di Susanna Tamaro.

## Descrizione
La pasticceria Nurzia è collocata all'angolo meridionale di piazza del Duomo, al piano terra di un palazzo di origine tardo-settecentesca di stile neoclassico.
Il negozio è in stile liberty, interamente decorato a più strati con il fondo più antico risalente al XIX secolo; tema dell'intera decorazione pittorica è il vino, con raffigurazione di ninfe e satiri aventi il calice in mano.
Di dimensioni modeste, è costituito da un unico ambiente di forma quadrangolare caratterizzato dalla presenza di una colonnina centrale; quest'ultima, rivestita di marmo nella seconda metà del Novecento, è stata riportata al suo aspetto originario nel restauro del 2016.